# Выборы в Сенат Чехии (2000)
Выборы в Сенат Чехии 2000 года проходили 12 ноября 2000 года.
На выборах победила «Четырехпартийная коалиция» (Четырёхкоалиция, 4K, чеш. Čtyřkoalice).

## Избирательные округа
Выборы проходили в 27 избирательных округах по всей стране. Поскольку сенат обновляется лишь на треть, две трети населения Чехии не участвуют в выборах сенаторов.
Выборы проходили в избирательных округах: 2 — Соколов • 5 — Хомутов • 8 — Рокицаны • 11 — Домажлице • 14 — Ческе-Будеёвице • 17 — Прага 12 • 20 — Прага 4 • 23 — Прага 8 • 26 — Прага 2 • 29 — Литомержице • 32 — Теплице • 35 — Яблонец-над-Нисоу • 38 — Млада-Болеслав • 41 — Бенешов • 44 — Хрудим • 47 — Наход • 50 — Свитави • 53 — Тршебич • 56 — Бржецлав • 59 — Брно-город • 62 — Простеёв • 65 — Шумперк • 68 — Опава • 71 — Острава-город • 74 — Карвина • 77 — Всетин • 80 — Злин

## Разделение округов перед выборами
| Партия | Партия  | Лидер               | Мандаты  |
| ------ | ------- | ------------------- | -------- |
|        | ODS     | Вацлав Клаус        | 13 из 27 |
|        | ČSSD    | Милош Земан         | 9 из 27  |
|        | KDU-ČSL | Ян Касал            | 3 из 27  |
|        | DEU     | Ратибор Майзлик     | 1 из 27  |
|        | KSČM    | Мирослав Гребеничек | 1 из 27  |

## Разделение округов после выборов
|        |                       |              |          |
| Партия | Партия                | Лидер        | Мандаты  |
|        | Четырёхкоалиция (4K)  | Ян Касал     | 17 из 27 |
|        | ODS                   | Вацлав Клаус | 8 из 27  |
|        | ČSSD                  | Милош Земан  | 1 из 27  |
|        | Независимые кандидаты |              | 1 из 27  |